# Éditions du Cerf
Pour les articles homonymes, voir Cerf (homonymie).
Les éditions du Cerf sont une maison d’édition française, fondée en 1929 par le dominicain Marie-Vincent Bernadot et gérée par l’ordre dominicain qui en est toujours propriétaire. Elle est spécialisée dans la publication d'ouvrages religieux, exégétiques, historiques et philosophiques.
Sous la direction de Jean-François Colosimo depuis 2013, la maison d'édition élargit son champ au profit de textes et d'essais plus médiatisés.

## Historique

### XXesiècle
Les éditions du Cerf sont fondées en 1929, à la demande du pape Pie XI, par le dominicain Marie-Vincent Bernadot (1883-1941), proche de la pensée du souverain pontife. Le Cerf fait référence au psaume 41, verset 2 :

« Comme un cerf altéré cherche l'eau vive, ainsi mon âme te cherche toi, mon Dieu. »

En 1919, le père Marie-Vincent Bernadot a déjà créé la revue La Vie spirituelle, dans le but de ramener la spiritualité chrétienne à ses vraies sources : l’Écriture sainte, les Pères de l'Église et les grands mystiques. Par la suite, en 1928, le père Bernadot — soutenu par le pape Pie XI qui enjoint au maître général de l'ordre de le transférer à Paris — fonde La Vie intellectuelle avec le père Étienne Lajeunie et d’autres intellectuels comme Jacques Maritain. Il s'agit de créer une alternative à l’influence des thèses de Charles Maurras et de son mouvement l’Action française, condamnés par Rome en 1926 et dont il est « convaincu du caractère intrinsèquement pervers ».
Un an après le lancement de la revue, qui marque une inflexion de l'ordre par rapport au thomisme très scolastique du théologien Réginald Garrigou-Lagrange, Bernadot fonde, avec le soutien d'amis qui lui fournissent le capital, la société anonyme Les Éditions du Cerf le 11 octobre 1929. Elle partage la même ambition de « contrecarrer l'influence de l'Action française ».
La société s'installe avec un petit groupe de dominicains dans une maison à Juvisy-sur-Orge.

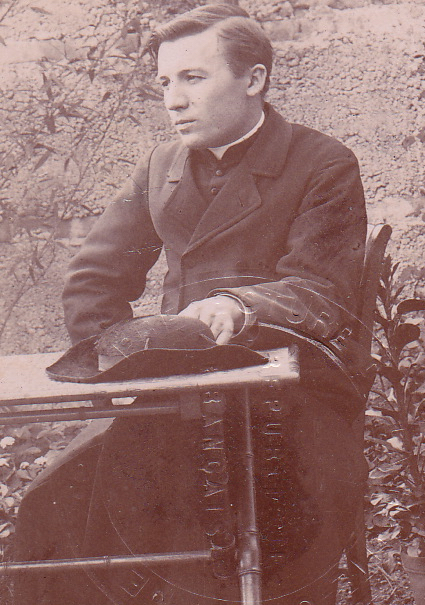
Marie-Vincent Bernadot, vers 1916.

À partir de 1934, les éditions publient la revue Sept, un hebdomadaire dont la ligne éditoriale est proche de celle de La Vie intellectuelle, mais pour un public plus populaire. Sept est édité à Paris mais rédigé à Juvisy. Pour pallier cet inconvénient, le père Bernadot acquiert un immeuble au no 29 boulevard de La Tour-Maubourg, dans le 7e arrondissement de Paris, qui bientôt abrite un couvent dominicain ainsi que la maison d’édition. Il y installe le siège du journal et y transfère son équipe au tournant de 1936 et de 1937.
Les éditions du Cerf sont alors avant tout une « maison des revues » qui publie parfois des livres mais ne connait longtemps que la collection « Unam Sanctam », développée à partir de 1937 par le théologien dominicain Yves Congar. Le catalogue comporte surtout des périodiques, le père Bernadot en ayant développé pas moins de huit en vingt ans : aux titres existants s'ajoutent le supplément de La Vie spirituelle, les Documents de La Vie intellectuelle ou encore Chrétienté.
Les positions des publications du Cerf, souvent considérées comme non conformistes par une opinion catholique largement marquée à droite, attirent de plus en plus de critiques. Sept est contraint par le Saint-Office de cesser ses activités en août 1937. Lorsqu'en 1939, à peine élu, Pie XII suspend en 1939 les sanctions contre le journal L'Action française, Marie-Vincent Bernadot s’estime désavoué et abandonne ses fonctions de directeur des éditions et de supérieur du couvent au mois de juillet 1939.
Après la déclaration de guerre, il reprend le poste de son successeur, le père Pierre Boisselot, mobilisé puis déporté en Allemagne. Mais, en mauvaise santé et démoralisé, il meurt à cinquante-huit ans, le 25 juin 1941. Pendant le reste de la guerre, les équipes sont dispersées et les publications suspendues, à l'exception de La Vie spirituelle.

### XXIesiècle

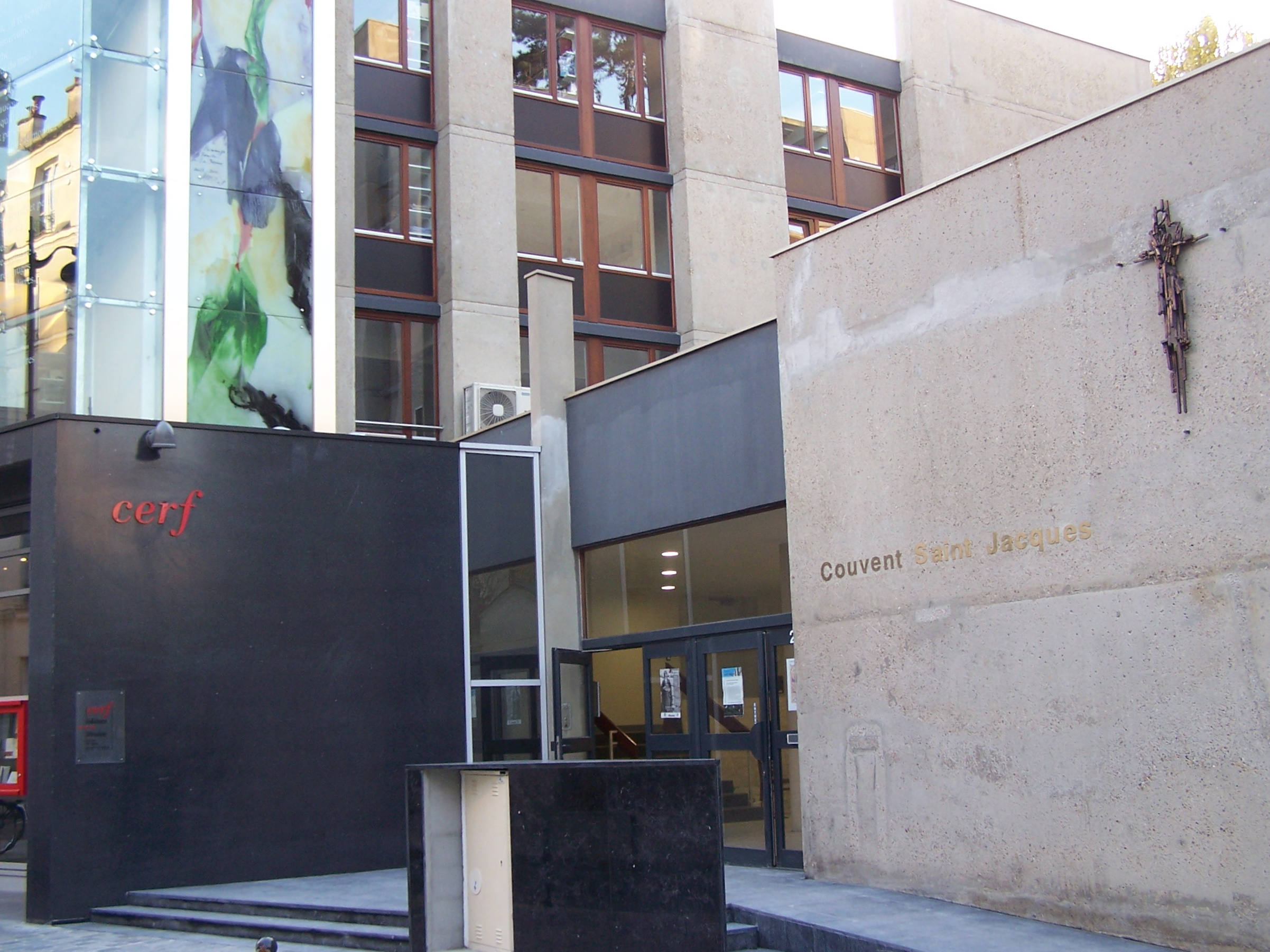
Siège actuel rue des Tanneries à Paris.

En 2011, le siège est transféré dans les locaux du couvent Saint-Jacques, au no 24 rue des Tanneries.
En 2013, Jean-François Colosimo, après avoir démissionné de la présidence du Centre national du livre, est nommé président du directoire des éditions du Cerf. Il a comme mission, après trois ans de pertes financières importantes, de revenir à l'équilibre et de consolider la ligne éditoriale,. Une partie de l'ancienne équipe quitte la maison d'édition. L'entreprise réduit le nombre de salariés, qui passe de 49 à 15. Mais, surtout, la ligne éditoriale évolue au profit d'auteurs et de titres ayant plus d'écho médiatique : ce sont notamment Adieu Mademoiselle d'Eugénie Bastié en 2016, puis Le Porc émissaire : terreur ou contre-révolution en 2018, de Laetitia Strauch-Bonart, Vous avez dit conservateur ? en 2016, de Kévin Boucaud-Victoire, La Guerre des gauches en 2017, de Mathieu Bock-Côté, L’Empire du politiquement correct en 2019. Ce sont aussi L'Erreur de calcul en 2014, Le Nouveau Pouvoir en 2017 de Régis Debray, Notre liberté contre leur libéralisme de Clémentine Autain en 2018, ou encore Le Désordre idéologique de Gaël Brustier en 2017.

#### Controverse
En 2016, vingt-sept dominicains regroupés autour d'Henri Burin des Roziers lancent une pétition contre l’intrusion d’une « droite perverse ». Ils se disent attristés de voir Jean-François Colosimo se rendre au cinquantième anniversaire du magazine Valeurs actuelles, ce qui romprait avec une tradition progressiste « qui a fait l’honneur de l’ordre dominicain en France ».
Selon Joseph Confavreux (Mediapart), cette pétition n'aurait pas empêché la ligne éditoriale du Cerf de prendre une orientation « réactionnaire », notamment avec la parution en 2019 du livre L’Émancipation promise du politologue Pierre-André Taguieff.

## Directeurs
|      |      | Directeur                 |
| ---- | ---- | ------------------------- |
| 1929 | 1939 | Marie-Vincent Bernadot    |
| 1939 | 1946 | Pierre Boisselot          |
| 1946 | 1949 | Dominique Dubarle         |
| 1949 | 1964 | Pierre Boisselot          |
| 1964 | 1971 | Bernard Bro               |
| 1971 | 1975 | Réginald Ringenbach       |
| 1975 | 1979 | François Refoulé          |
| 1979 | 1984 | Gérard Eschbach           |
| 1984 | 1984 | François Refoulé          |
| 1985 | 1995 | Pascal Moity              |
| 1995 | 2005 | Nicolas Séd               |
| 2005 | 2013 | Éric de Clermont-Tonnerre |
| 2013 |      | Jean-François Colosimo    |

## Publications
Les éditions du Cerf publient la Bible de Jérusalem, une traduction catholique de la Bible en français soutenu contemporain. La première édition sort en 1956, la seconde en 1977, la troisième en 1998.

## Collections
Les principales collections du Cerf, par ordre chronologique :
- « Sources chrétiennes », créée en 1941 par Henri de Lubac, Jean Daniélou et Claude Mondésert
- « Lex orandi », créée en 1944 par le Centre national de pastorale liturgique
- « Lectio divina », créée en 1946
- « 7e Art », créée en 1952
- « Initiations », créée en 1955
- « Jusqu'à la joie »,créée en 1961 par Eliette Boulen Poèmes lyriques Chrétiens.
- « Cogitatio fidei », créée en 1963 par Claude Geffré
- « Rites et symboles », créée en 1973 par le Centre national de pastorale liturgique
- « La Nuit surveillée », maison d'édition créée à Paris en 1982 par Jacques Rolland, devenue collection aux Éditions Verdier en 1983, puis au Cerf à partir de 1985
- « Passages », créée en 1986 par Heinz Wismann[16]
- « Humanités », créée en 1994 par Jean-Marc Ferry
- « Josèphe et son temps », créée en 1996 par Étienne Nodet
- « Philosophie et théologie », créée en 1996 par Philippe Capelle
- « Histoire religieuse de l'Europe contemporaine », créée en 1997 par Yves-Marie Hilaire
- « Histoire du christianisme », créée en 1997 par Guy Bedouelle
- « Cerf Littérature », créée en 2000 par Sylvie Parizet
- « Les Cahiers d'Histoire de la Philosophie », créée en 2004[17]
- « Sources franciscaines », créée en 2008 par Jacques Dalarun
- « Cerf Politique », créée en 2010
- « Orthodoxie », créée en 2010, sous la direction de Hyacinthe Destivelle, o.p. et de l'archiprêtre Jivko Panev, en relation avec le site web Orthodoxie.com

## Quelques auteurs publiés
- Abbé Pierre
- Mohammad Ali Amir-Moezzi
- Jean-Christophe Attias
- Esther Benbassa
- Albert-Marie Besnard
- Martin Blachier
- Serge-Thomas Bonino
- Joachim Bouflet
- Jean-Louis Bruguès
- Gaël Brustier
- Adrien Candiard
- Pierre Claverie
- André Comte-Sponville
- Chantal Delsol
- François-Marin Fleutot
- Marie Gil
- Mark Hunyadi
- Basile de Koch
- Bruno Latour
- Philippe Lefebvre
- Élisabeth Lévy
- Jean-Michel Maldamé
- Jean-Luc Marion
- Étienne Nodet
- Simone Pacot
- Emmanuel Pisani
- François-Xavier Putallaz
- Robert Redeker
- Yves Roucaute
- Andrea Tornielli
- Jean-Pierre Torrell

## Banques de données, dictionnaires et encyclopédies
- Ressource relative aux organisations :   - SIREN
- Notices d'autorité :   - VIAF
  - ISNI
  - BnF (données)
  - IdRef
  - LCCN
  - GND
  - NUKAT
  - Canada
  - WorldCat

## Crédit d'auteurs
- Cet article est partiellement ou en totalité issu de l'article intitulé « Les Cahiers d'Histoire de la Philosophie » (voir la liste des auteurs).